# 日本共産党第18回大会
日本共産党第18回大会（にほんきょうさんとうだいじゅうはっかいたいかい）は1987年11月25日～29日に開かれた日本共産党の党大会。

## 概要
- この大会では中央委員会副議長のポストが新設され、不破哲三が就任した。幹部会委員長には村上弘が委員長代行から昇格した。

## 選出された中央委員会
- 中央委員会議長：宮本顕治
- 中央委員会副議長：不破哲三
- 幹部会委員長：村上弘
- 中央委員会書記局長：金子満広
- 幹部会副委員長：上田耕一郎、戎谷春松、小笠原貞子、瀬長亀次郎、高原晋一